# Vecindario
Vecindario és un nucli de població del terme municipal de Santa Lucía de Tirajana, província de Las Palmas, a la part sud-est de l'illa de Gran Canària, a les illes Canàries. La població de Vecindario s'estima en uns 14.910 habitants. La seva major actual (2020) és Dunia Gonzalez. Forma part de la zona de costa juntament amb els barris de Doctoral, La Blanca, Sardina, La Orilla, Majadaciega, Pozo Izquierdo, San Rafael, Cruce de Sardina, El Canario, Casa Pastores, Los Llanos i Balos. El barri té una població estimada de prop de 70.000 habitants. Situat a uns 35 km de Las Palmas de Gran Canària, també es troba a 15 km de Maspalomas de l'illa.
La seva principal activitat, fins a l'últim quart del segle xx va ser l'agricultura, passant des de llavors a ocupar el comerç i el sector serveis la principal activitat. En l'actualitat Vecindario és el major centre comercial urbà a cel obert de l'illa de Gran Canària. Està situat a uns 35 km al sud de Las Palmas de Gran Canaria, a 15 km de l'aeroport de Gran Canària i a uns 15 km de Maspalomas, la zona turística de l'illa. S'arriba per l'autopista GC-1.
Pel que fa a clubs esportius, cal destacar a la UD Vecindario, que va jugar a la segona divisió durant la temporada 2006-2007.